# دیوید نوابا
دیوید نوابا (انگلیسی: David Nwaba؛ زادهٔ ۱۴ ژانویهٔ ۱۹۹۳) بازیکن بسکتبال اهل ایالات متحده آمریکا است. از باشگاه‌هایی که در آن بازی کرده‌است می‌توان به کلیولند کاوالیرز و شیکاگو بولز اشاره کرد.